# Chabez
Chabez (in russo Хабез?; in lingua cabarda: Хьэбэз) è un aul della Repubblica autonoma della Karačaj-Circassia, nel Caucaso, centro amministrativo del rajon  Chabezskij.
Il villaggio si trova 33 km a sud-ovest della città di Čerkessk.